# Carrousel du Louvre
Il Carrousel du Louvre è un centro commerciale di Parigi situato tra il museo del Louvre e il giardino delle Tuileries, a ridosso della Pyramide Inversée.

## Storia e descrizione
Progettato dagli architetti Ieoh Ming Pei e Michel Macary, il Carrousel du Louvre è stato realizzato mentre si effettuavano i lavori di restauro del museo del Louvre alla fine del XX secolo: la prima pietra è stata posta il 15 gennaio 1991, mentre l'inaugurazione è avvenuta il 15 ottobre del 1993. Durante la costruzione sono state rinvenute le fondamenta di una fortezza medievale: queste sono state restaurate e visibili all'interno del centro commerciale; ospita inoltre sculture che precedentemente adornavano il Palazzo delle Tuileries. Nel 2013 il Carrousel du Louvre è stato visitato da quasi diciassette milioni di persone, rendendolo uno dei centri commerciali più visitati della Francia.
Con un'estensione di circa diecimiladuecento metri quadrati, ospita negozi come Sephora, Esprit Holdings, il primo Apple Store della Francia, aperto nel 2009, Mariage Frères, Swarovski e Fossil, le Salles du Carrousel, utilizzate per fiere, esposizioni e eventi, ristoranti e un teatro appartenente alla Comédie-Française. Dal centro commerciale è possibile accedere direttamente al museo del Louvre.
All'interno del Carrousel du Louvre, ogni anno, viene organizzata dalla Société Nationale des Beaux Arts una mostra d'arte contemporanea.